# Boves (Italia)
Boves es una localidad y comune italiana de la provincia de Cuneo, región de Piamonte, con 9.850 habitantes.

## Evolución demográfica
| Gráfica de evolución demográfica de Boves entre 1861 y 2011 |
|                                                             |
| Fuente ISTAT - elaboración gráfica de Wikipedia             |